# A Zöld Palota
A Zöld Palota (spanyolul La Casa Verde) Mario Vargas Llosa második regénye, amelyet először 1966-ban publikáltak. A huszadik század elejétől az 1960-as évekig tartó időszakot öleli fel. Színtere Peru, azon belül is két fő helyszínen játszódik: Piura városában és az Amazonas esőerdő perui részén, a Marañón folyó környékén.

## Történet
|  | Alább a cselekmény részletei következnek! |

A történet négy részből áll, ezek mindegyike impresszionista narratívával indul, melyet nem tagolnak bekezdések. Ezen kívül minden rész fejezetekre tagolódik, a páratlan részek négy, a párosak három fejezetből állnak. Ezen felül minden fejezet további öt részből áll:
1. Bonifacia a dzsungelben
2. Fushia és Aquilino a Marañón folyón
3. Anselmo Piurában
4. Különböző karakterek hatalmi harcai a dzsungelben
5. Lituma és Bonifacia Piurában.

A regény végül egy négy fejezetből álló epilógussal zárul.
Vargas Llosa az elbeszélés komplexitásához azzal is hozzájárul, hogy különböző, nem mindig egyértelmű módon utal a szereplőire, valamint nem időrendi sorrendben meséli el a történetet, melyben a párhuzamosan futó szálak közt akár évtizedek is lehetnek. A szöveget tovább bonyolítja, hogy gyakran több szálat központozás nélkül sző össze. Az eredmény a jelen és múlt összefonódása által a korrupció és brutalitás folytonos érzete és elpusztíthatatlan állandósága.

### Szereplők
- Anselmo: egy titokzatos idegen, aki a Zöld Palota nevű bordélyházat építi meg Piurában.
- Antonia (Tonita): Anselmo lányának anyja, akit banditák vernek félholttá, majd belehal a szülésbe.
- Aquilino: Fushia tettestársa, révész és kereskedő, aki 20 éve dolgozik a folyón.
- Bonifacia: aguaruna bennszülött, akit apácák nevelnek fel, Lituma őrmester felesége, aki végül a Zöld Palotában köt ki prostituáltként.
- Chunga: Anselmo lánya, később az új Zöld Palota mádámja.
- Fushia: brazil-japán származasú bűnöző; egy szadista, a harcos bennszülöttek vezetője, később leprában hal meg.
- Josefino: Piura lakója, Lituma barátja, aki Bonifaciát megerőszakolja.
- Jum: aguaruna bennszülött, Bonifacia apja, Fushia munkatársa.
- Lalita: Fushia szeretője, Adrian Nieves későbbi párja.
- Lituma őrmester: Piura lakója, Bonifacia férje, a perui hadseregben szolgál mielőtt hazatérne Piurába.
- Adrian Nieves: folyami hajós, aki részt vesz Bonifacia elrablásában, Fushiának dolgozik, három gyermeke van közösen Lalitával.
- Julio Reategui: egy kaucsukkereskedő fia, Fushiával játszik össze az illegális kaucsukkereskedéssel, a régió későbbi kormányzója.

|  | Itt a vége a cselekmény részletezésének! |

## Magyarul
- A Zöld Palota. Regény; ford., bev. Benczik Vilmos; Magvető, Bp., 1974 (Világkönyvtár)